# Heliodoxa aurescens
Heliodoxa aurescens е вид птица от семейство Колиброви (Trochilidae).

## Разпространение
Видът е разпространен в Боливия, Бразилия, Венецуела, Еквадор, Колумбия и Перу.